# Nombre 143
El nombre 143 (CXLIII) és el nombre natural que segueix el nombre 142 i precedeix el nombre 144.
La seva representació binària és 10001111, la representació octal 217 i l'hexadecimal 8F.
La seva factorització en nombres primers és 11×13; altres factoritzacions són 1×143 = 11×13.
Es pot representar com a la suma de tres nombres primers consecutius: 43 + 47 + 53 = 143; és un nombre 2-gairebé primer: 11 × 13 = 143.
Tot enter positiu es pot expressar com la suma de 143 potèncices setenes (veure problema de Waring).